# Jaluk
Jaluk is een bestuurslaag in het regentschap Aceh Tengah van de provincie Atjeh, Indonesië. Jaluk telt 692 inwoners (volkstelling 2010).